# Flachland-Taschenmaus
Die Flachland-Taschenmaus (Perognathus flavescens) ist ein in Nordamerika verbreitetes Nagetier in der Gattung der Seiden-Taschenmäuse. Laut einer Studie von 1986 sollte die Unterart Perognathus flavescens apache Artstatus erhalten.

## Merkmale
Erwachsene Exemplare sind mit Schwanz 123 bis 145 mm lang, die Schwanzlänge beträgt 51 bis 71 mm und das Gewicht liegt bei 7 bis 12 g. Die Art hat 16 bis 19 mm lange Hinterfüße und 6 bis 8 mm lange Ohren. In das hellbraune Fell der Oberseite mit gelblichen oder rötlichen Tönungen sind einige schwarze Haare eingemischt. Die orangebraune Grenzlinie zur weißen Unterseite ist undeutlich ausgeprägt. Zusätzlich ist der Schwanz oberseits dunkel und unterseits weißlich. Viele Exemplare besitzen einen kleinen hellgelben Fleck hinter jedem Ohr. Verglichen mit der Wyoming-Taschenmaus (Perognathus fasciatus) ist die Oberseite heller. Die Fellfarbe variiert abhängig von der Farbe des Untergrunds und der Niederschlagsmenge im Verbreitungsgebiet.

## Verbreitung
Die Art hat zwei disjunkte Populationen im Großen Becken in den Vereinigten Staaten. Sie sind durch die Sangre de Cristo Range in Colorado und New Mexico voneinander getrennt. Im Süden erreicht die Art den Bundesstaat Chihuahua in Mexiko. Die Flachland-Taschenmaus hält sich in Prärien, anderen Grasflächen, Gebüschflächen sowie Halbwüsten auf und besucht gelegentlich Ackerland.

## Lebensweise
Dieses nachtaktive Tier ernährt sich vorwiegend von Pflanzensamen, die mit grünen Pflanzenteilen und Insekten komplettiert werden. Der Transport zum Bau erfolgt mit Hilfe der Backentaschen. Der Flüssigkeitsbedarf wird fast vollständig mit der Nahrung gedeckt. Die Flachland-Taschenmaus gräbt ein einfaches Nest im Schutz von Büschen. Die Exemplare haben durchschnittlich ein 0,04 Hektar großes Revier. In der Fortpflanzungszeit zwischen April und Juli können ein und vermutlich zwei Würfe vorkommen. Ein Wurf besteht aus vier oder fünf Neugeborenen.

## Gefährdung
Die IUCN listet die Flachland-Taschenmaus als nicht gefährdet (least concern) aufgrund fehlender Bedrohungen und einer stabilen Gesamtpopulation.